# 東区 (蔚山広域市)
東区（トンく）は、大韓民国蔚山広域市の区。

## 歴史
- 1988年1月1日 - 中区方魚津出張所（方魚洞・日山洞・田下洞・南牧洞・朱田洞を管轄）を東区に昇格。
- 1997年7月15日 - 中区の一部（塩浦洞）を編入。
- 1998年3月1日 - 一部（塩浦洞）が北区に編入。

## 行政

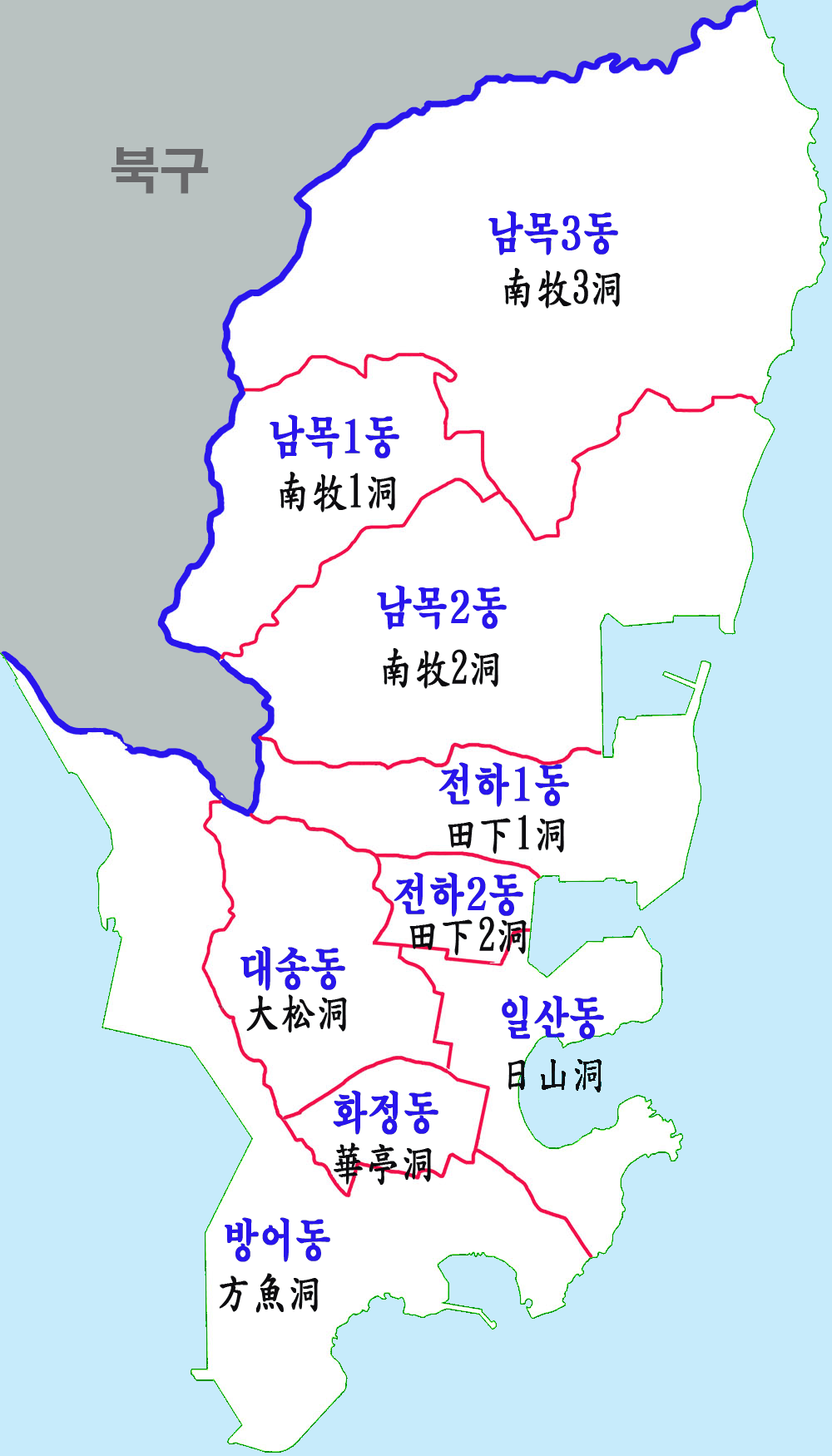
行政区域図

9つの行政洞からなる。
| 行政洞  | 法定洞                 |
| ------- | ---------------------- |
| 方魚洞  | 方魚洞                 |
| 日山洞  | 日山洞                 |
| 華亭洞  | 華亭洞                 |
| 大松洞  | 華亭洞                 |
| 田下1洞 | 田下洞、尾浦洞         |
| 田下2洞 | 田下洞                 |
| 南牧1洞 | 東部洞、西部洞         |
| 南牧2洞 | 西部洞                 |
| 南牧3洞 | 朱田洞、尾浦洞、東部洞 |

### 警察
- 蔚山東部警察署
  - 方魚津地区隊
  - 田下地区隊
  - 南牧派出所
  - 西部派出所
  - 一山治安センター

### 消防
- 東部消防署
  - 花岩119安全センター
  - 華亭119安全センター
  - 田下119安全センター